# درکیان
درکیان، روستایی از توابع بخش مرکزی شهرستان ایرانشهر در استان سیستان و بلوچستان ایران است.

## جمعیت
این روستا در دهستان حومه قرار دارد و براساس سرشماری مرکز آمار ایران 100نفر جمعیت دارد و متعلق به قوم دکالی(دوکالی)هست
#عدنان بامری(دوکالی)